# Стара Бекшанка
Стара Бекшанка (рос. Старая Бекшанка) — село в Бариському районі Ульяновської області Російської Федерації.
Населення становить 56 осіб. Входить до складу муніципального утворення Ленінське міське поселення.

## Історія
Від 2004 року входить до складу муніципального утворення Ленінське міське поселення.

## Населення
| 2010 |
| ---- |
| 56   |